# 銅アンモニアレーヨン

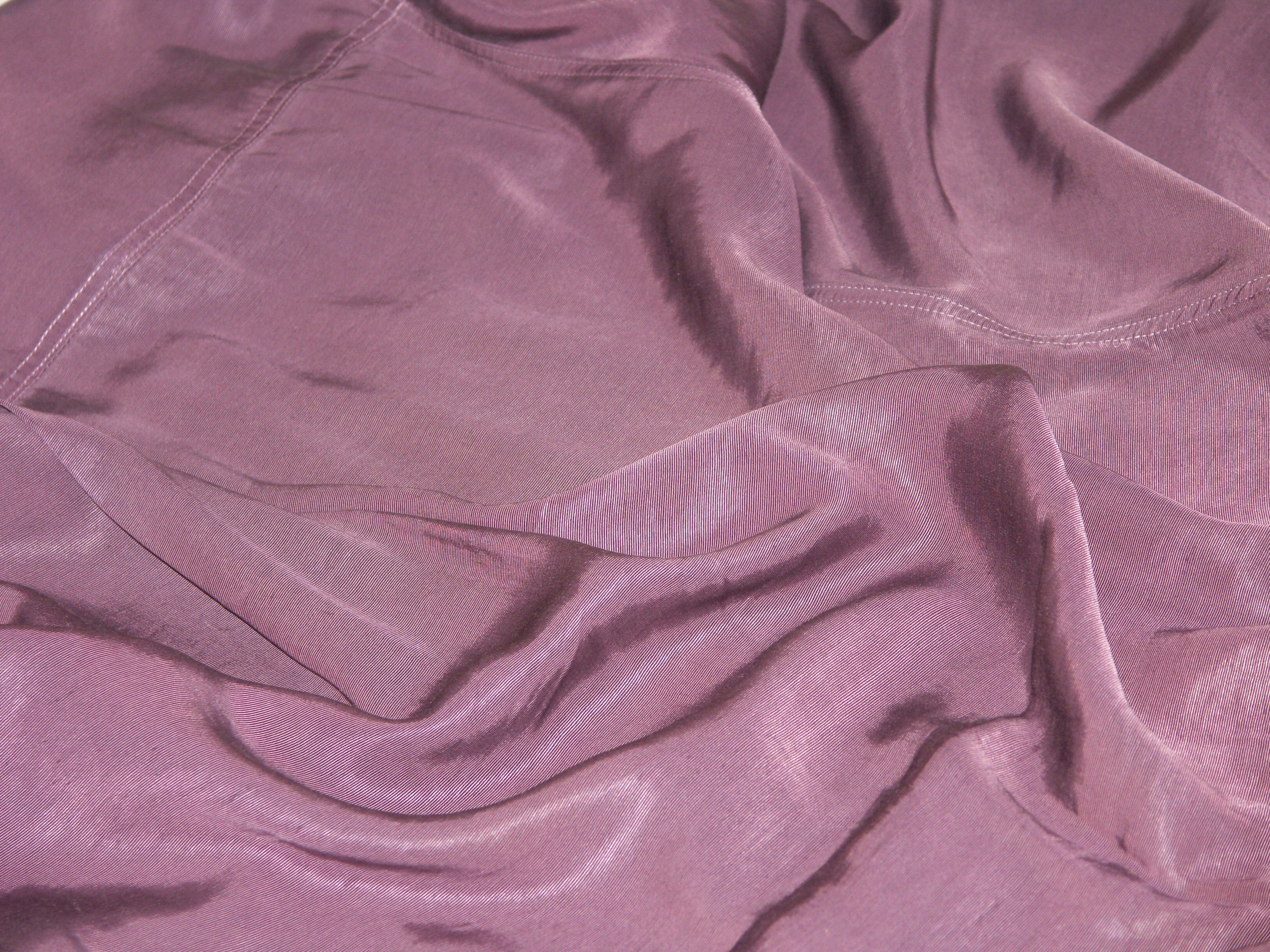
銅アンモニアレーヨン生地

銅アンモニアレーヨン（どうアンモニアレーヨン、cuprammonium rayon）は、再生繊維の一種。キュプラ（cupro）とも呼ばれる。吸放湿性に優れ、天然由来の素材であるため、土に埋めると短期で自然分解される。旭化成が登録商標「ベンベルグ」を有している。

## 歴史
1897年にドイツの化学者マックス・フレメリーとヨハン・ウルバンが、白熱電球のフィラメント用として発明した。2人はハインスベルグ近郊に工場を建て本格的な生産に乗り出したが、本来のフィラメント用の用途としては売れずに失敗した。結局、特許はドイツのJ・P・ベンベルク社が取得し、服地として広く使われるようになった。
日本では日本窒素肥料（現在の旭化成およびチッソ、JNC）が、ベンベルク社と提携して1931年（昭和6年）に生産を開始。このため日本では銅アンモニアレーヨンの呼び名として、ベンベルグが広く知れ渡ることになった。
銅やアンモニアの処理に難点があり、各国は次々と製造から撤退したが、旭化成は銅などの再利用技術を確立し、世界唯一のベンベルグ製造メーカーとなっている。

## 製法
銅アンモニアレーヨンの生産には銅アンモニア溶液（シュバイツァー溶液）を用いる。これは硫酸銅水溶液に水酸化ナトリウムを加えて沈殿させた水酸化銅(II) にアンモニア水を加えて溶解させたものである。この溶液は銅アンモニア錯体により濃い青色を呈し、セルロースを溶解させることができる。セルロースを溶解させた銅アンモニア溶液を酸性の水中に押し出すとセルロースが再生し、繊維を生じる。各反応は次のとおりである。
- {\displaystyle {\ce {Cu(OH)2 + 4NH3 -> [Cu(NH3)4](OH)2}}}
- {\displaystyle {\ce {2(C6H10O5)n + n[Cu(NH3)4](OH)2 -> \{(C6H9O5)2[Cu(NH3)4]\}n + 2nH2O}}}
- {\displaystyle {\ce {\{(C6H9O5)2[Cu(NH3)4]\}n + 3nH2SO4 -> 2(C6H10O5)n + nCuSO4 + 2n(NH4)2SO4}}}

## 原料
セルロース源としては次のものが用いられる。
- コットンリンター
- 高純度木材パルプ

通常はコットンリンターが用いられる。コットンリンターとは、綿花の種子周辺に存在しているごく短い繊維で、綿実油製造の際の副産物である。